# Carlos Lee

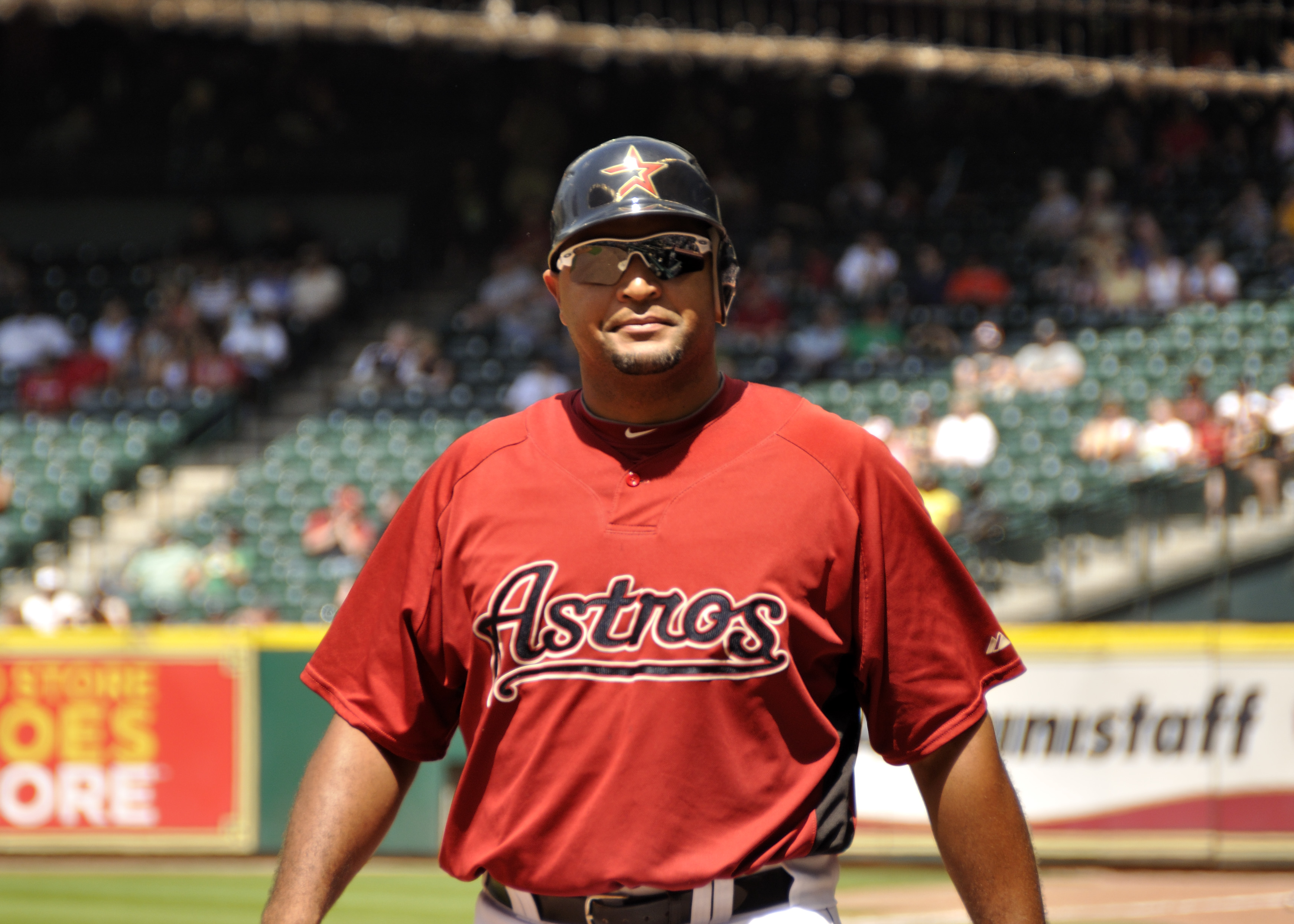
Carlos Lee, 2010.

Carlos Noriel Lee, född 20 juni 1976 i Aguadulce, är en panamansk före detta professionell basebollspelare som spelade som leftfielder och förstabasman för Chicago White Sox, Milwaukee Brewers, Texas Rangers, Houston Astros och Miami Marlins i Major League Baseball (MLB) mellan 1999 och 2012.
Han vann Silver Slugger Award för säsongerna 2005 och 2007.